# روث سانغر
روث سانغر (بالإنجليزية: Ruth Sanger)‏ (من مواليد 6 يونيو 1918 - 4 يونيو 2001) كانت مُختصة أسترالية في أمراض الدم والأمصال.